# Croton tiglium
Il crotontiglio (Croton tiglium L., 1753) è una pianta arbustiva della famiglia delle Euforbiacee, originaria delle regioni tropicali dell'Asia.
È una pianta velenosa e fa parte dei veleni irritanti vegetali.

## Distribuzione e habitat
È diffusa  in India, in Cina, nel Sud-Est asiatico e in Indonesia.